# 高野陽太郎
高野 陽太郎（たかの ようたろう、1950年6月28日 - ）は、日本の心理学者、東京大学名誉教授、放送大学客員教授。専門は認知心理学、社会心理学。日本人論への批判で知られる。

## 来歴
東京都生まれ。1975年早稲田大学文学部心理学科卒業。東京大学大学院人文科学研究科修士課程を経て、1985年コーネル大学心理学部大学院博士課程修了、Ph.D.取得。
同年、ヴァージニア大学専任講師、1987年早稲田大学文学部専任講師、1990年東京大学文学部助教授、2003年同人文社会系研究科教授。2016年定年退官、放送大学客員教授。専門は認知科学（認知心理学、社会心理学）。

## 受賞
- 1994年 日本心理学会研究奨励賞
- 2000年 三隅賞（日本グループ・ダイナミックス学会、アジア社会心理学会）

## 著作

### 単著
- 『傾いた図形の謎』東京大学出版会 1987年
- 『鏡の中のミステリー』岩波書店 1997年
- 『「集団主義」という錯覚』新曜社 2008年
- 『認知心理学』放送大学教育振興会 2013年
- 『鏡映反転　紀元前からの難問を解く』岩波書店、2015

### 編著
- 『認知心理学２ 記憶』 東京大学出版会 1995年
- 『心理学研究法』 有斐閣 2004年
- 『認知心理学概論』 放送大学教育振興会 2006年
- 『認知心理学ハンドブック』 有斐閣 2013年